# Torsten Jeworrek
Torsten Jeworrek (* 1961 in Oschersleben) ist ein deutscher Mathematiker. Von 2003 bis 2022 war er Mitglied des Vorstandes der Münchener Rück AG sowie von 2006 bis 2022 Chairman des Reinsurance Committee des Unternehmens.

## Werdegang
Jeworrek studierte Mathematik an der Otto-von-Guericke-Universität Magdeburg, wo er nach seiner Promotion vier Jahre als wissenschaftlicher Assistent arbeitete.
1990 begann Jeworrek bei der Münchener Rück AG als Underwriter in der Abteilung Vertrag Feuer. Bevor er 1997 Referatsleiter im Geschäftsbereich Sach/Feuer wurde und danach die Abteilung Financial Reinsurance und Retrozession leitete, arbeitete er ein Jahr im New Yorker Tochterunternehmen MARC als Underwriter.
2001 wurde Jeworrek Leiter des Geschäftsbereichs Niederlande, Nordische Länder, UK und Irland.
2003 ernannte die Münchener Rück AG Jeworrek zum Mitglied des Vorstands. Er war der erste Ostdeutsche im Vorstand eines DAX-Unternehmens. Dort war er zunächst zuständig für die Ressorts Special and Financial Risks, Corporate Climate Centre, Kapitalanlagen Rückversicherung, Global Business Architecture sowie Corporate Underwriting/Global Clients und Geo Risks Research.
2006 wurde Jeworrek Chairman des Reinsurance Committee. Er war zuständig für die Bereiche Internet of Things, Reinsurance Development, Accounting, Corporate Underwriting, Claims, Information Technology sowie Controlling and Central Reserving for Reinsurance.
Zum Jahresende 2022 trat Torsten Jeworrek auf eigenen Wunsch von seinem Vorstandsposten zurück. Zum selben Zeitpunkt endete sein Chairman-Posten im Reinsurance Committee. Beide Posten übernahm Thomas Blunck.
2023 wurde Jeworrek zum unabhängigen Direktor des Rückversichers RenaissanceRe gewählt.
Jeworrek ist ehemaliges Steering-Committee-Mitglied des Insurance Development Forum, einer öffentlich-privaten Partnerschaft, die von der Versicherungsbranche geführt und von internationalen Organisationen unterstützt wird. Er ist zudem Mitglied des Präsidiums der Deutschen Akademie der Technikwissenschaften (acatech).